# Panavision

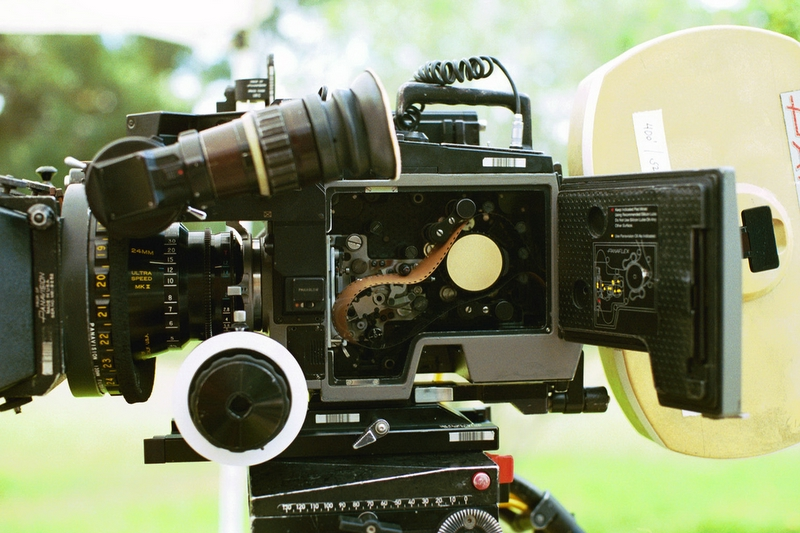
Panaflex GII

Panavision is een Amerikaans bedrijf dat sinds 1954 actief is op het gebied van optiek en camera's (en aanverwante hulpmiddelen) voor professionele toepassingen, in het bijzonder voor bioscoopfilm. 
Panavision is ook de naam van een door dit bedrijf ontwikkeld systeem voor breedbeeldopname/weergave op en van bioscoopfilm. Bij dat systeem worden, net als bij het wat oudere Cinemascope-systeem, cilindrische lenzen gebruikt om het beeld bij de opname in de breedte te comprimeren en bij de weergave te decomprimeren. In de bioscoop heeft het beeld een hoogte-breedte-verhouding van 1:2,35 of 1:2,40.
Het systeem wordt door tal van filmmaatschappijen over de hele wereld toegepast met minuscule variaties onder fantasienamen (zoals Actionscope, Sovscope, Vistarama), kennelijk om geen rechten te hoeven betalen aan de firma Panavision.